# José Macián Pérez
José Macián Pérez (Múrcia, 1905 - Tarragona, 1983) va ser un advocat i polític espanyol. Durant la Dictadura franquista va exercir l'acompliment de càrrecs rellevants, com a alcalde de Tarragona, director general de regions devastades o procurador en les Corts franquistes.

## Biografia
Nascut en 1905, a Múrcia, va ser advocat de professió. Durant la Dictadura de Primo de Rivera va militar en Unión Patriótica (UP), Posteriorment militaria en la dretana CEDA, arribant a exercir com a secretari de jutjat a la província de Tarragona.
Va prendre part en la preparació del cop d'estat de juliol de 1936 que donaria lloc a l'esclat de la Guerra civil. Estava previst que després del triomf de la revolta assumís l'alcaldia de Tarragona. No obstant això, la revolta va fracassar en tota Catalunya i Macián seria detingut per les autoritats, sent empresonat en el buc-presó Uruguay.

### Dictadura franquista
En 1939, al final de la Guerra civil, ingressà a FET y de las JONS. Va ser nomenat alcalde de Tarragona, càrrec que exerciria entre 1939 i 1943; durant el seu mandat es van realitzar diverses obres públiques a la ciutat, així com de reconstrucció.
Posteriorment va ocupar el càrrec de governador civil —i cap provincial del «Movimiento»— a les províncies de Còrdova, Oviedo i Biscaia. Durant la seva etapa com a governador civil a Còrdoba va mantenir serioses diferències amb el periodista Primitivo García Rodríguez, director del diari Córdoba —òrgan del «Movimiento»—, diferències que acabarien saldant-se amb la destitució de Primitivo García. Quan era governador civil de Biscaia, en 1960 va ordenar l'enderrocament de la «Sabin Etxea».
Al començament de la dècada de 1950 va ser nomenat director general de regions devastades, càrrec que va mantenir fins a la dissolució d'aquest organisme en 1957. També va ser procurador en les Corts franquistes i membre del Consell Nacional del Movimiento. Posteriorment exerciria com a ministre-lletrat del Tribunal de Comptes.

## Reconeixements
- Medalla d'Or del Mèrit Social Penitenciari (1945)[12]
- Gran Creu de l'Orde de Sant Ramon de Penyafort (1962)[13]